# Лайм
Лайм настоя́щий (лат. Citrus aurantiifolia), Ци́трус померанцеволи́стный. Также используются названия: Ки-лайм, лайм ки́слый, лайм мексика́нский — вид растений рода Цитрус (Citrus) семейства Рутовые (Rutaceae), происходящий из Индии.
Название происходит от перс. لیمو‎ (лиму - "лимон").
В Средиземноморье проник во второй половине I тыс. н. э.

## Родственные виды

### Лайм широколистный
Лайм широколистный (Citrus latifolia (Tanaka ex Yu.Tanaka) Tanaka), или лайм персидский. Его плоды напоминают лимон, они крупные (6—8 см в диаметре), с тонкой (1,5 мм) гладкой кожурой. Аромат слабее, чем у лайма настоящего. Обычно бессемянный, по составу плодов сходен с лаймом настоящим. Предположительно гибридный вид (культиген) лайма кислого с лимоном.

### Лайм сладкий
Также, существует близкородственный другой вид из этого же рода — лайм сладкий (лат. Citrus limetta), или лиметта, или лимон сладкий. Разновидности этого лайма известны под названиями «лаймс», «индийский лимет» (Citrus limetta auraria), «цитрон-лимет».

### Каффир-лайм
Папеда ежеиглистая (лат. Cītrus hȳstrix), или лима, или каффир-лайм.

### Пальчиковый лайм
Пальчиковый лайм (лат. Citrus australasica).

## Ботаническая характеристика
Небольшое дерево или куст высотой от 1,5 до 5,0 м. Крона густая, ветви покрыты короткими колючками. Соцветия пазушные, с 1—7 цветками, цветение ремонтантное; плоды небольшие — 3,5—6 см в диаметре, яйцевидные, мякоть зеленоватая, сочная, очень кислая. Кожура зелёная, желтовато-зелёная либо жёлтая, при полной зрелости очень тонкая.
Цветение и созревание плодов происходят в течение всего года. Однако главное цветение отмечается с наступлением дождливого сезона (в мае—июне). Основной урожай собирают в августе, сентябре и октябре. Плоды сохраняются 1,5—2 месяца при температуре 8—10 °C и относительной влажности воздуха 85—90 %. В тропиках обычно выращивают сорт Мексиканский.

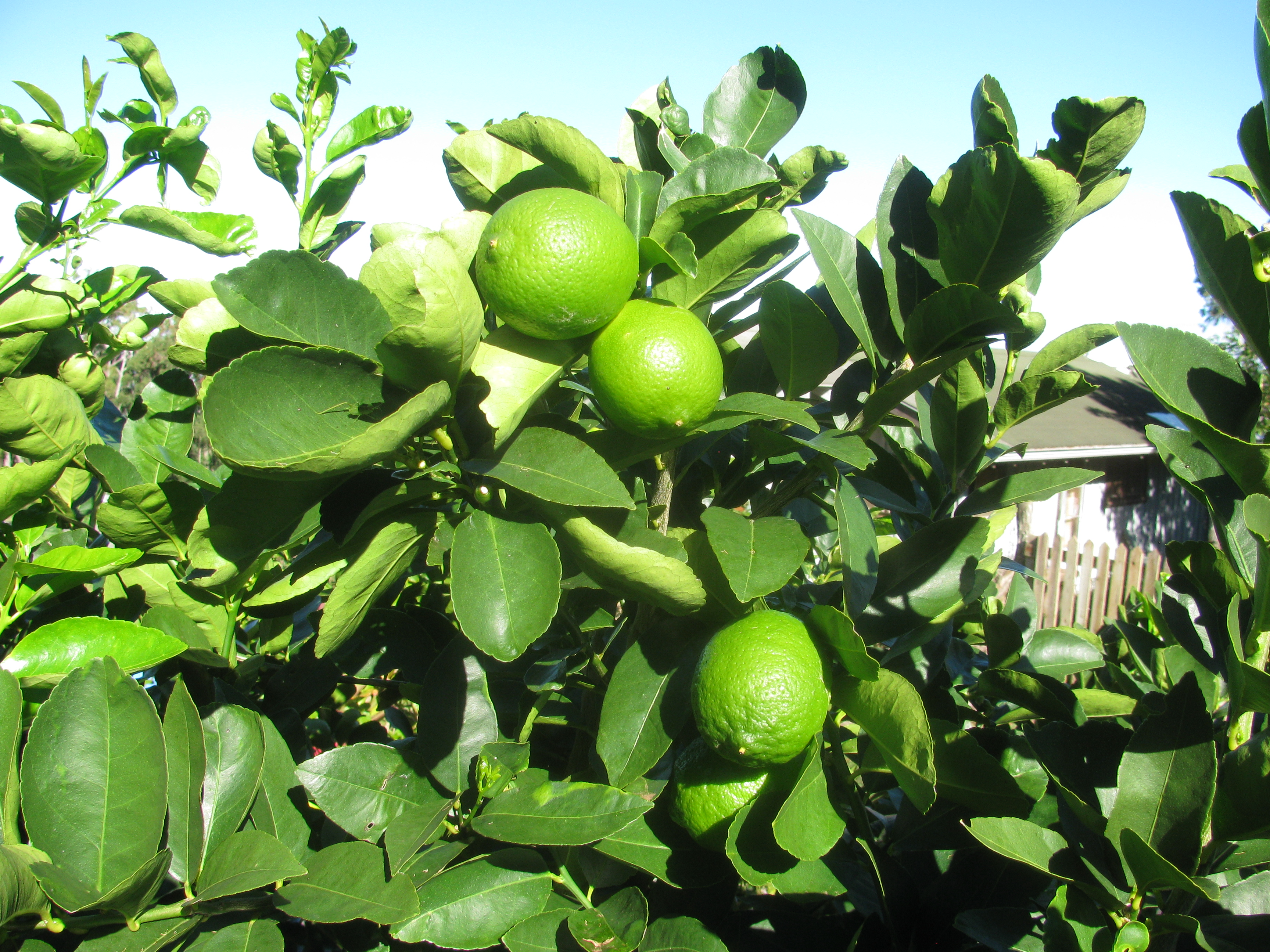
Лайм широколистный (C. latifolia)
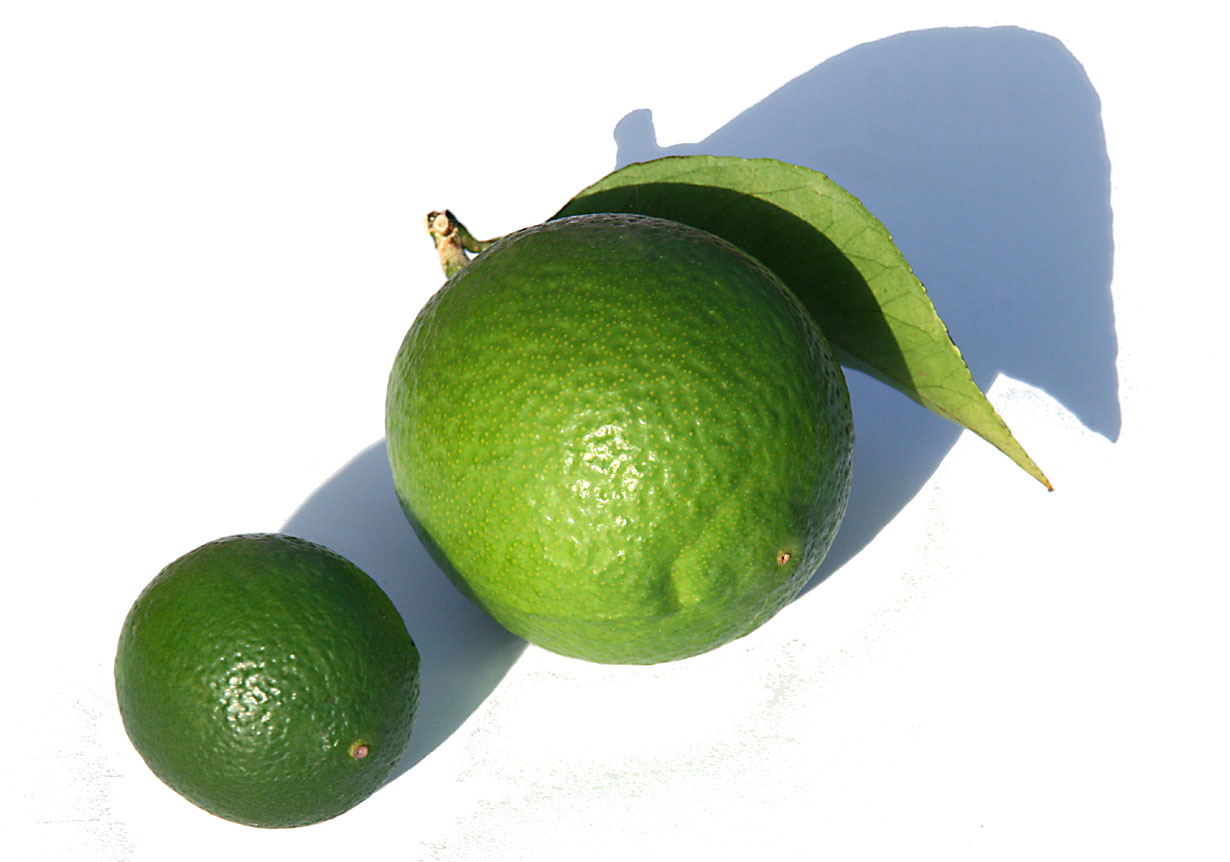
Плоды C. latifolia и C. aurantiifolia
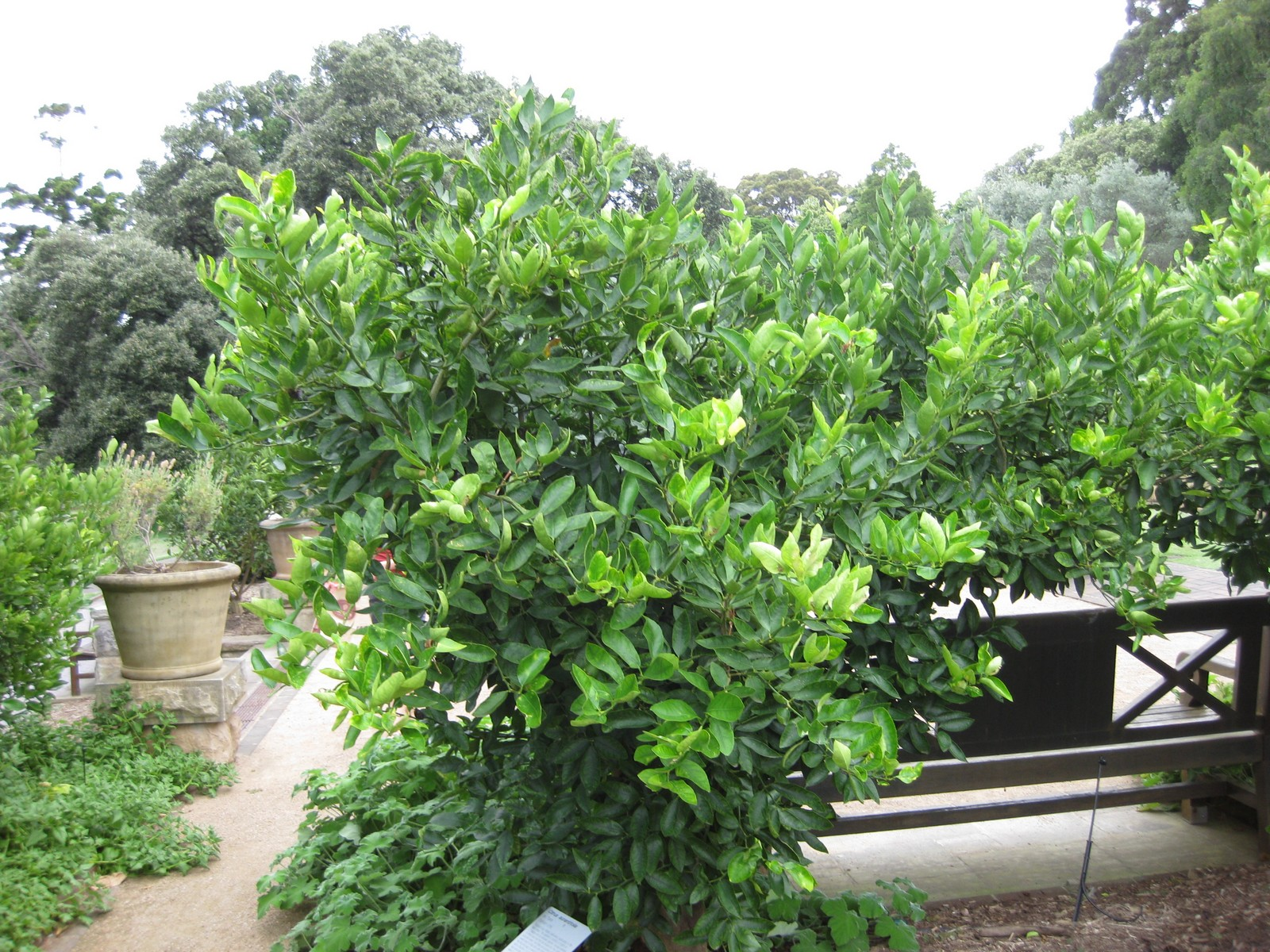
Дерево лайма настоящего (C. aurantifolia)
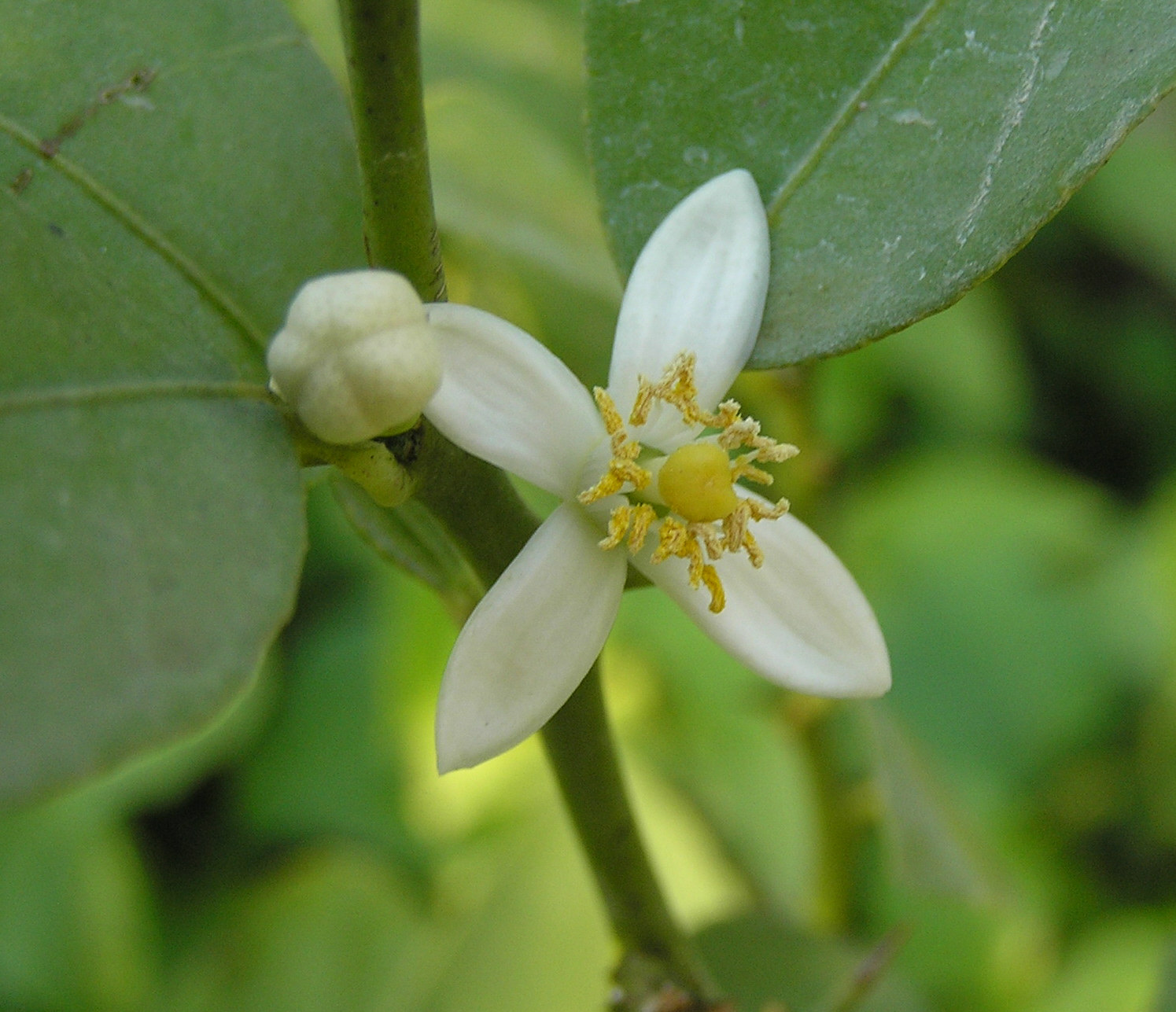
Цветок лайма настоящего
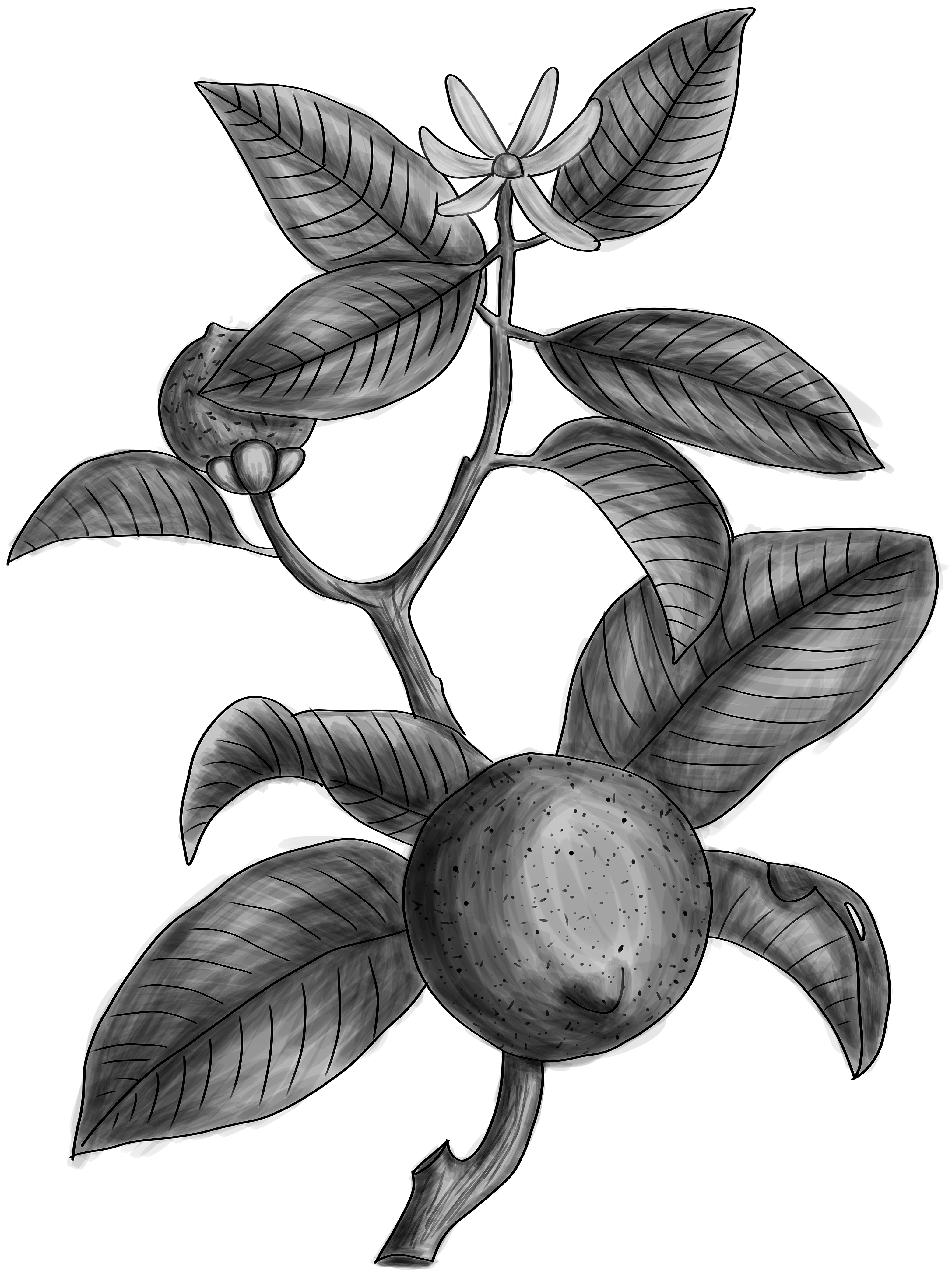
Ветка лайма настоящего

## Распространение
Родиной лайма считается полуостров Малакка. Впервые промышленная культура лайма возникла в 70-х годах XIX века на острове Монтсеррат (из Малых Антильских островов).
Миллионы деревьев лайма возделывают в Индии, Шри-Ланке, Индонезии, Мьянме, Бразилии, Венесуэле, в странах Западной Африки.
На международный рынок лайм поступает в основном из Мексики, Египта, Индии, с Кубы и Антильских островов. Лайм обычно культивируют в тропических зонах высотой до 1000 м над уровнем моря. Многие специалисты считают лайм неприхотливым к почвенным условиям, он может расти на бедных песчаных и каменистых почвах. Однако лайм более чувствителен, чем большинство цитрусовых культур, к неблагоприятным почвенно-климатическим условиям. Лучшие почвы — лёгкие суглинки с глубоким пахотным горизонтом и хорошим дренажом. Лайм занимает одно из последних мест по устойчивости к низким температурам, повреждается при минус 1—2 °C, хорошо приспособлен к условиям влажного тропического климата, в котором лимон плохо плодоносит, поэтому в тропиках лайм — основной «кислый цитрус».

## Сорта и гибриды
Существует множество сортов лайма:

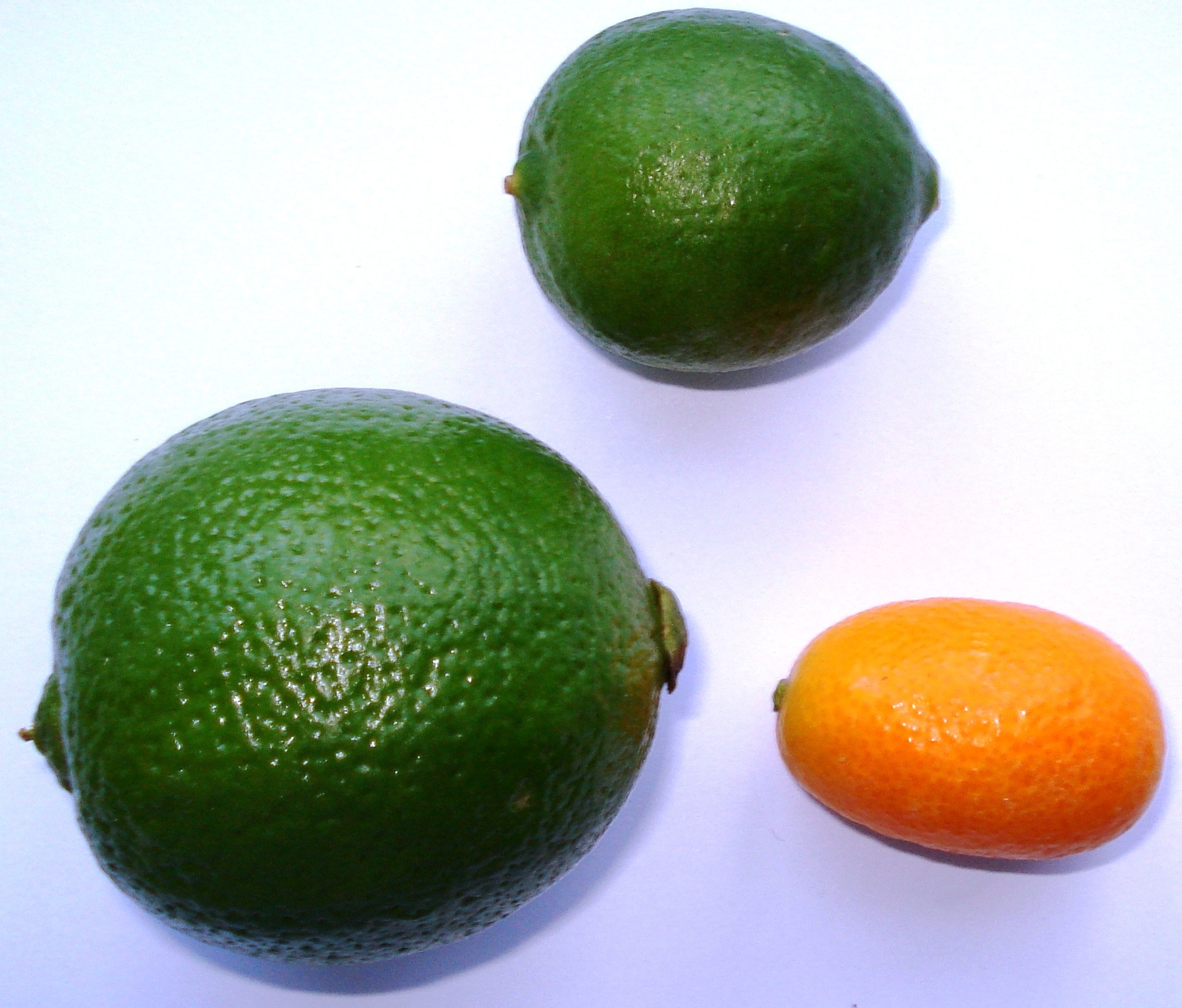
Плоды лаймквата, лиметты и кумквата

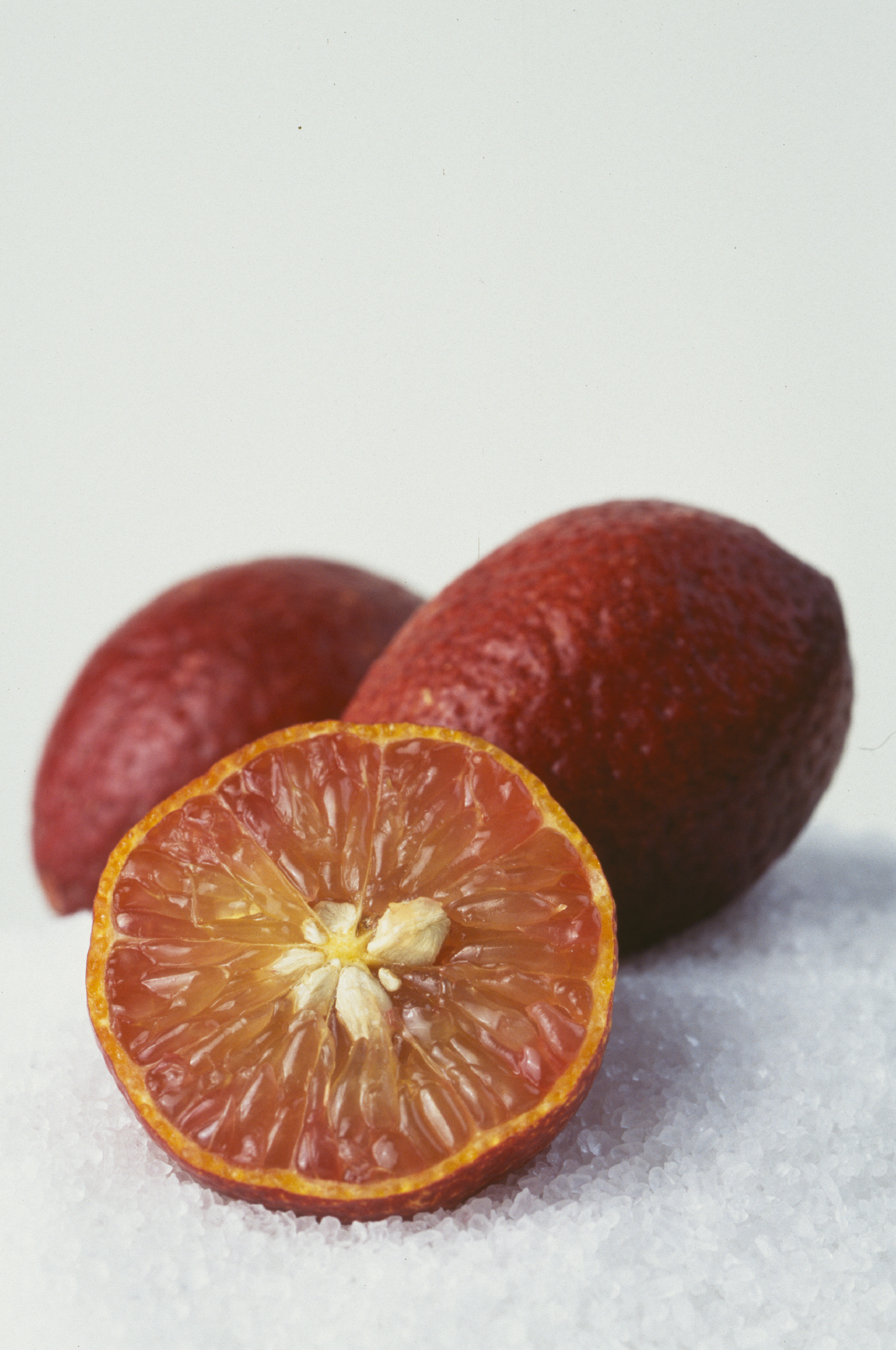
Красноплодный лайм

- Мексиканский (син. Вест-Индский), плоды небольшие. Этот сорт наиболее широко используют для получения масла путём отжима плодов или длительной (10—16 часов) паровой отгонки.

Известны такие гибриды, как лимонаймы (лайм × лимон), лаймкват (лайм × кумкват) и др.
- Плоды сладкого лайма (Citrus × limettioides) не содержат кислоты, пресные, сахаров в соке до 6 %. Широко используется в народной медицине, в частности против малярии.

## Применение
В основном используют в пищу в свежем виде, а также для приготовления сока и консервирования сегментов. В соке содержится 6—8 % лимонной кислоты, семян у лучших сортов мало (0—4). Аромат плодов лайма отличается от аромата лимонов.
Сок лайма используют для получения лимонной кислоты. Масло применяют как ароматизатор при производстве безалкогольных напитков.

### Как косметическое средство
Подходит для жирной кожи. В смесях — при жирной коже: контролирует выделение себума, избавляет от чёрных точек, стягивает поры, отбеливает кожу (особенно шею и спину). Укрепляет тонкие волосы и ногти, способствует их росту. Увеличивает циркуляцию крови, восстанавливает поврежденную кожу и капилляры (купероз), стимулирует рост новых клеток, разглаживает морщины, поднимает тонус в усталой коже, улучшает цвет лица (после беременности, у курящих, после нервных стрессов или тяжёлой болезни). Может использоваться при лечении закрытых комедонов (милиумов или угрей с белыми головками).

### Медицинское использование
Противоревматическое, антисептическое, антивирусное, бактерицидное, заживляющее, восстанавливающее, тонизирующее действия лайма широко используются в медицине. Успокаивает сильные и частые сердцебиения. Оказывает благоприятное действие на желудок. Снимает воспаление кишечника, вызванное стрессом.
Часто используют вместо лимона, так как у лайма похожие свойства. Применяют при лечении лихорадки, инфекционных заболеваний, боли в горле, простуды и т. п.
|                              |  |
| Плод на ветке и дольки лайма |  |